# Halász István (labdarúgó, 1951)
Halász István (Rakamaz, 1951. október 12. – 2016. június 5. előtt) magyar labdarúgó.

## Klubcsapatban
Nevelőklubja a Rakamaz volt. Itt játszott először felnőtt csapatban. Katonaként a Honvéd Szabó Lajos SE-ben szerepelt. 1974-től Tatabányán lett első osztályú labdarúgó és három év múlva válogatott. 1978-tól a Vasasban folytatta pályafutását, de korábbi sikereit már nem tudta megismételni, a válogatottba se került be. Az első osztályban még két idényt játszott Nyíregyházán, majd az alsóbb osztályban fejezte be pályafutását.
A magyar első osztályban összesen 217 bajnoki meccsen szerepelt és 39 gólt szerzett.
- Magyar Kupa: (1980–81).

## A válogatottban
1977 és 1978 között a válogatottban négy alkalommal szerepelt és két gólt szerzett. Az 1978-as argentínai világbajnokságon szereplő csapat tagja, az Olaszország elleni mérkőzésen játszott is.

## Statisztika

### Mérkőzései a válogatottban
| Magyarország | Magyarország       | Magyarország                             | Magyarország  | Magyarország | Magyarország  | Magyarország  | Magyarország | Magyarország |
| #            | Dátum              | Helyszín                                 | Hazai         | Eredmény     | Vendég        | Kiírás        | Gólok        | Esemény      |
| ------------ | ------------------ | ---------------------------------------- | ------------- | ------------ | ------------- | ------------- | ------------ | ------------ |
| 1.           | 1977. november 9.  | Prága, Letná-stadion                     | Csehszlovákia | 1 – 1        | Magyarország  | barátságos    | 1            | 65'          |
| 2.           | 1977. november 30. | La Paz                                   | Bolívia       | 2 – 3        | Magyarország  | vb-selejtező  | 1            | 43'          |
| 3.           | 1978. április 15.  | Budapest, Népstadion                     | Magyarország  | 2 – 1        | Csehszlovákia | barátságos    | -            | 70'          |
| 4.           | 1978. június 6.    | Mar del Plata, Estadio Mundialista (ARG) | Olaszország   | 3 – 1        | Magyarország  | vb-csoportkör | -            | 46'          |
|              | Összesen           |                                          |               | 4            | mérkőzés      |               | 2            | gól          |